# 皮亞特拉-奧爾特
皮亞特拉-奧爾特是羅馬尼亞的城鎮，位於該國南部，距離首府斯拉蒂納10公里，由奧爾特縣負責管轄，面積76.83平方公里，海拔高度110米，2007年人口6,145，大多數居民信奉東正教。

## 外部連結
- Official site of the Piatra Olt town hall （页面存档备份，存于）
- Piatra Olt train station[永久]

44°22′N 24°16′E / 44.367°N 24.267°E